# Леван (цар Кахеті)
Лева́н (груз. ლევანი) (1504–1574) — цар Кахетії (1518–1574). Син царя Георгія II. Представник династії Багратіоні.

## Життєпис

### Сходження на престол
1513 року Давид X підкорив Кахетію, хоча місцеві дворяни — прибічники малолітнього Левана — переховували його. Скориставшись навалою шаха Ісмаїла I (1518) на Картлі, вони проголосили Левана царем Кахетії.
1520 року переміг загони картлійського царя Давида X, який намагався повернути трон Кахетії. Надалі царі домовились про відокремлення Кахетії від Картлі.

### Зовнішня політика
Будучи васалом шаха Ірану, намагався зберегти спокій та мир на території Кахетії. 1551 року надав допомогу шаху Тахмаспу I в підкоренні міста Шекі. Після укладення Ірансько-Османської угоди 1555 року шах висловив невдоволення легкою васальною залежністю Кахетії. У 1550—1560-их роках Леван намагався отримати допомогу від Росії.
За часів правління царя Левана ворожих навал не було, внаслідок чого країна економічно зміцнилась, особливо міста Гремі й Базарі.

## Родина
Був одружений спочатку з Тінатін, дочкою володаря Гурії Мамії I Гурієлі. Від того шлюбу народились:
- Георгій (? — 1561), був одружений з дочкою царя Картлі Луарсаба I. Загинув у бою з персами;
- Ієссе (? — 1580), був одружений з онукою шаха Ірану Ісмаїла I, дочкою Саам Мірзи;
- Олександр II (1527–1605), цар Кахетії (1574–1605).

Другим шлюбом був одружений з дочкою шамхала Карамусли. Від шлюбу народились:
- Ел-мірза (1532–1580);
- Костянтин (1532–1549);
- Нестан-Дареджан, була у шлюбі з Симоном I, царем Картлі (1556–1600);
- Вахатнг;
- Ерекле;
- Теймураз;
- Давид;
- Баграт;
- Кайхосро;
- Ніколоз, католикос-патріарх Грузії Ніколоз VIII (1584–1591);
- Кетеван, була у шлюбі з Вахушті Гогібашвілі;
- Текле, була у шлюбі з князем Барамом Чолокашвілі
- Елене, була у шлюбі з Ерекле, сином Вахтанга Мухранбатоні.